# Andrej Lomakin
Andrej Vjačeslavovič Lomakin (in russo Андрей Вячеславович Ломакин?; Voskresensk, 3 aprile 1964 – Detroit, 9 dicembre 2006) è stato un hockeista su ghiaccio russo, fino al 1991 sovietico.

## Palmarès

### Olimpiadi invernali
- 1 medaglia:
  - 1 oro (Calgary 1988[1])